# Franziska Rochat-Moser
Franziska Rochat-Moser (geboren als Franziska Moser; Herzogenbuchsee, 17 augustus 1966 - Lausanne, 7 maart 2002) was een Zwitsers langeafstandsloopster die gespecialiseerd was in de marathon. Ze won diverse Zwitserse titels op verschillende lange afstanden.

## Biografie
Rochat-Moser begon haar sportcarrière als oriëntatieloopster. In 1989 won ze haar eerste Zwitsers titel, namelijk het kampioenschap op de marathon.
In 1993 won ze de marathon van Lausanne, in 1994 de marathon van Frankfurt en in 1997 de New York City Marathon. In 1999 liep ze in Barakaldo met een tijd van 31.56,78 een persoonlijk record op de 10.000 meter en in Lissabon met 1.10:54 op de halve marathon. Op de Boston Marathon werd ze tweede in 2:25.51, tevens Zwitsers record.
Na een heup-operatie trok ze zich in oktober 2000 trok ze zich in herfst 2001 terug uit de topsport. Op 6 maart 2002 raakte ze zwaargewond door een lawine onder aan de Les Diablerets. Met zware verwondingen bezweek ze een dag later in het ziekenhuis van Lausanne.
Ze was een gediplomeerde jurist en getrouwd met bekende Zwitserse kok Philippe Rochat. Kort voor haar dood stichtte ze Fondation Franziska Rochat-Moser ter bevordering van jonge talenten in de lange afstand.

## Titels
- Zwitsers kampioene halve marathon - 1991, 1992, 1995
- Zwitsers kampioene marathon - 1989
- Zwitsers kampioene 25 km - 1991

## Persoonlijke records
| Onderdeel      | Prestatie | Datum             | Plaats    |
| -------------- | --------- | ----------------- | --------- |
| 10.000 m       | 31.56,78  | 10 april 1999     | Barakaldo |
| 10 Eng. mijl   | 53.01     | 9 mei 1998        | Bern      |
| halve marathon | 1:11.47   | 27 september 1998 | Uster     |
| marathon       | 2:25.51   | 19 april 1999     | Boston    |

## Palmares

### 10.000 m
- 1991:  Zwitserse kamp. in Olten - 34.10,27

### 15 km
- 1990: 20e WK in Dublin - 52.06,7
- 1991:  Kerzerslauf - 52.29,7
- 1993:  Kerzerslauf - 54.00,8
- 1995:  Kerzerslauf - 52.36,9
- 2000:  Kerzerslauf - 52.04,7

### 10 Eng. mijl
- 1992:  Grand Prix von Bern - 57.33,6
- 1998:  Grand Prix von Bern - 53.00,4

### halve marathon
- 1992:  Zwitserse kamp. in Vevey - 1:13.13
- 1994:  halve marathon van Uster - 1:11.38
- 1995: 4e City-Pier-City Loop - 1:12.30
- 1995:  Zwitserse kamp. in Payerne - 1:12.21
- 1995:  Greifenseeloop (Uster) - 1:14.08
- 1995: 25e halve marathon van Montbeliard - 1:13.16
- 1996:  halve marathon van Berlijn - 1:12.56
- 1997:  Greifenseeloop (Uster) - 1:11.11
- 1998: 18e WK in Uster - 1:11.47
- 1999:  halve marathon van Lissabon - 1:10.54
- 1999:  halve marathon Lissabon - 1:10.54

### 25 km
- 1991:  Zwitserse kamp. in Martigny - 1:28.34

### marathon
- 1989:  marathon van Tenero - 2:42.10
- 1990: 38e marathon van Londen - 2:42.06
- 1990: 4e marathon van Carpi - 2:35.11
- 1991: 17e WK - 2:44.07
- 1992:  marathon van Puteaux - 2:33.09
- 1992:  marathon des Hauts-de-Seine
- 1992: DNF OS
- 1993:  marathon van Lausanne - 2:42.06
- 1994:  marathon van Frankfurt - 2:27.44
- 1995: 4e marathon van Boston - 2:29.35
- 1996: 6e marathon van Boston - 2:31.33
- 1996: 18e OS - 2:34.48
- 1997:  marathon van Wenen - 2:31.32
- 1997: 8e WK - 2:36.16
- 1997:  Jungfrau Marathon - 3:22.50
- 1997:  New York City Marathon - 2:28.43
- 1997:  Jungfrau Marathon - 3:22:49,5
- 1998:  marathon van Praag - 2:37.53
- 1998: 5e marathon van New York - 2:32.37
- 1999:  Boston Marathon - 2:25.51
- 2000:  Jungfrau Marathon - 3:28.01
- 2001: 72e marathon van Berlijn - 3:15.20
- 2001: 59e marathon van New York - 2:58.44

### Overig
- 1997:  Murtenloop
- 1998:  Grand Prix te Bern

### ultra
- 1994:  Swiss Alpine in Davos (67 km) - 6:46.53